# Inzai
Inzai (japanska: 印西市?, Inzai-shi) är en stad i den japanska prefekturen Chiba på den östra delen av ön Honshu. Staden är belägen vid Tonefloden och ingår i Tokyos storstadsområde. Inzai fick stadsrättigheter 1 april 1996, och staden utökades den 23 mars 2010 då kommunerna Inba och Motono slogs samman med staden.

## Källor

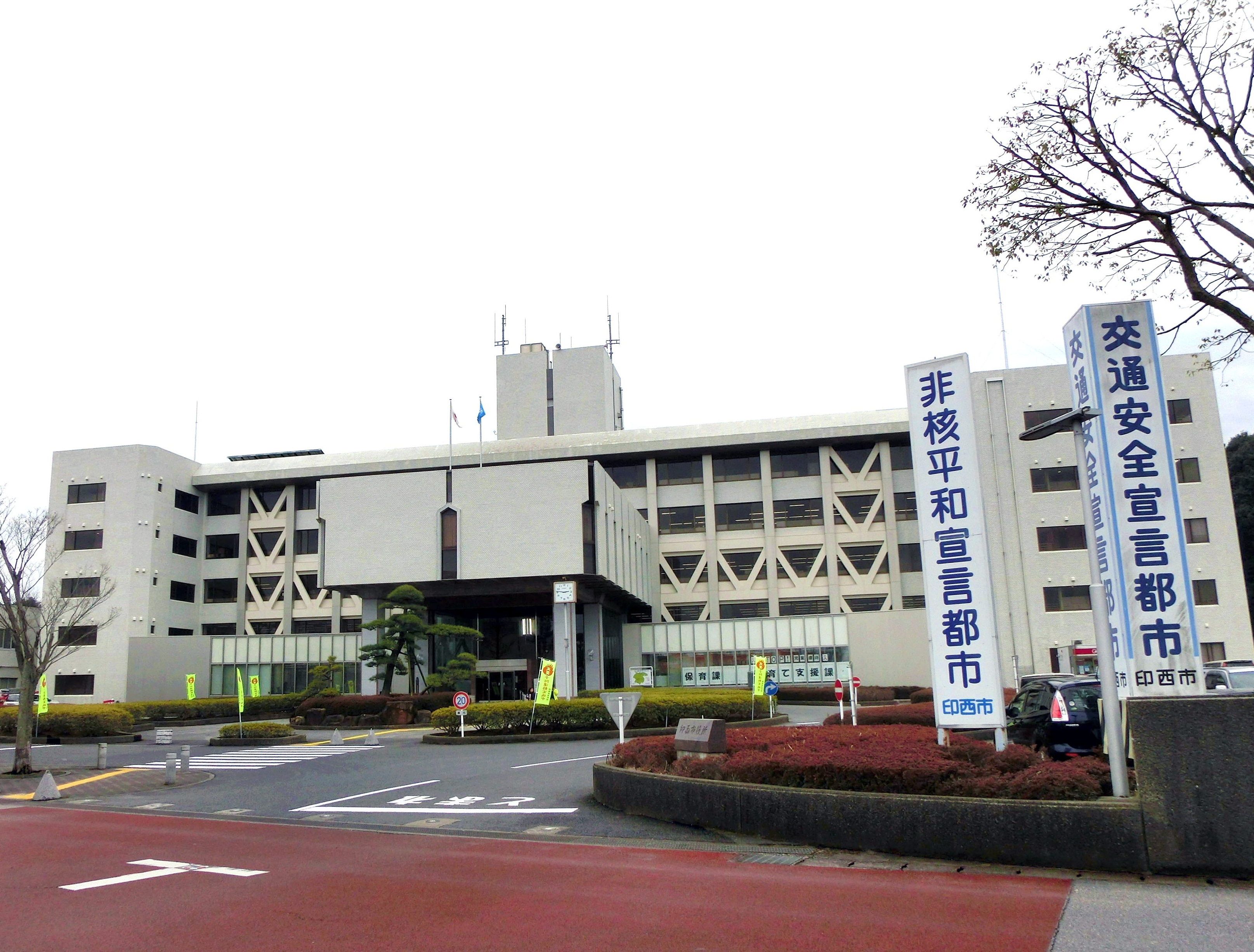
Stadshuset i Inzai